# Asselerburg
Die Asselerburg ist eine hochmittelalterliche Motte und Turmburg 2 km westlich des Ortsteils Ossendorf der Stadt Warburg im Kreis Höxter im Osten von Nordrhein-Westfalen.

## Geschichte
Die Burg war Bestandteil der Wüstung Aslen, die indirekt erstmals durch die Erwähnung eines „Ekkika comes de aslan“ im Jahr 1024 bezeugt wird. Von diesem Hochadligen abzusetzen ist die ab 1255 bezeugte Ministerialenfamilie „de Aslen“. Diese besaßen Burg und Dorf als Lehen des Bistums Paderborn bis kurz vor 1429, als vermutlich nach ihrem Aussterben das „Haus zu Asseln“ an den Warburger Bürger Bertold van Geismar und die Wohnung und das Dorf an den Ritter Rave von dem Kalenberge ging. 1448 wurde das Dorf an die Stadt Warburg verkauft. Noch 1557 setzten die Warburger ein Tor der Burg instand. 1770 wurde die Burg von der Stadt nur noch als Steinbruch genutzt.

## Beschreibung
Die Asselerburg besteht zum einen aus einer Motte, die kurz vor 1200 auf dem Gelände eines Hofes errichtet wurde und bei deren Ausgrabung 2003/04 insgesamt drei Nutzungsphasen nachgewiesen wurden. Die 39 m lange Kernburg wurde durch einen Graben mit begleitender Palisade zweigeteilt. Umgeben war sie von einem 14 m breiten Graben, dessen Sohle sich heute 3 m unter dem Geländeniveau befindet. Um den Graben verlief ein 17 m breiter Außenwall. Im Abbruchschutt, mit dem der Außengraben verfüllt worden war, fanden sich die Reste von wohl infolge einer kriegerischen Auseinandersetzung brandzerstörten hölzernen und steinernen Gebäuden.
Im 14. Jahrhundert wurde die heute oberflächlich nicht mehr sichtbare Motte durch einen nördlich gelegenen Wohnturm abgelöst. Die Ruine des 17,40 × 10 m großen Gebäudes ist noch erhalten und weist einen 5,20 × 3,60 m großen Anbau im Osten auf. Er bildete das Zentrum eines rechteckigen, von einem 4,5 m breiten Graben umgebenen Areals.